# Doug Jeffries
Doug Jeffries (* 11. Januar 1966 in Albany, New York) ist ein US-amerikanischer Filmregisseur, Drehbuchautor, Pornodarsteller und Filmproduzent.

## Leben
Seit Anfang der 1990er Jahre war Jeffries in der US-amerikanischen Pornoindustrie als Pornodarsteller tätig. Er drehte als Darsteller in den 1990er Jahren verschiedene Pornofilme. Ende der 1990er Jahre begann er vom Darsteller zum Filmregisseur und Drehbuchautor von Pornofilmen zu wechseln. Als Filmregisseur und Drehbuchautor schrieb und produzierte er verschiedene Pornofilme, insbesondere für das Unternehmen Channel 1 Releasing, wo er unter anderem seine eigene Filmmarke Electro Video startete.

## Filmografie
Pornodarsteller
- A Body to Die For, (1993)
- The Complexxx, (1994)
- All You Can Eat, (1996)
- The Big Black Bed, (1996)
- Hung Jury, (1996)
- Why Marines Don't Kiss, (1996)
- The Best of Dax Kelly, (1997)
- Sex for Hire 2, (1997)
- Demolition Man, (1997)
- Gold Diggers, (1997)
- Leather Intrusion Case 3: Flesh Puppets, (1997)
- LeatherWorld, (1997)
- Link, (1997)
- Strip Tease, (1997)
- Fantasies of a Pig Bottom, (1998)
- Turn of Events (1998)
- 1st Time Tryers, Volume 10: New Orleans, (1998)
- Bone-anza, (1998)
- Boss Man, (1998)
- Catalinaville, (1998)
- Deep Woods Inn, (1998)
- Fluid, (1998)
- Indulge 2, (1998)
- Steele Ranger, (1999)
- Mentor, (1999)
- Moan, (1999)
- Skuff: Downright Dirty, (1999)
- 3 Degrees of Humiliation, (1999)
- 964 Dicks St., (1999)
- Jock Strap, (1999)
- Thrill Me!, (1999)
- Carnal Cadets, (2000)
- Father Figure, (2000)
- The Final Link, (2000)
- Peters, (2000)
- The Pharaoh's Curse, (2000)
- Steal the Night, (2000)
- Tighty Whities, (2000)
- The Best Little Whorehouse in Tex-Ass, (2001)
- Goldenrod, (2003)
- Nasty Nasty, (2003)
- Homecoming, (2003)
- Mann Down: A Body to Die For 3, (2003)
- ManPacked, (2003)
- Tag Tied, (2003)
- The Warehouse, (2004)
- Butt a Face Boys, (2004)
- Fresh Hot Pizza Boy, (2004)
- Tag Punished, (2004)
- Frat House Secrets (2005)
- Wicked, (2005)
- Manhole, (2006)
- Caught, (2006)
- Down the Drain, (2006)
- The Velvet Mafia: Part 1 & Part 2, (2006)

Filmregisseur
- Untamed, (1995)
- The Best Little Whorehouse in Tex-Ass, (2001)
- Ace's Place, (2002)
- Bearing Leather, (2002)
- Homecoming, (2003)
- Still Untamed, (2003)
- Bad Boys Club, (2004)
- Little Big League, (2004)
- Manhandled: A Latino Gangbang, (2004)
- Pig Trough, (2004)
- Raw (2004)
- The Seven Deadly Sins: Wrath, (2004)
- Captured, (2005)
- Deep Inside, (2005)
- Little Brother's Big Secret, (2005)
- Color Blind, (2006)
- Raw 2, (2006)
- Bi-Back Mountain, (2006)
- 2nd Inning: Little Big League II, (2006)
- Delinquents, (2006)
- Sharp: Killer Good Looks, (2008)
- He Fucked My Father, (2008)

Drehbuchautor
- Steele Ranger, (1999)
- Down Austin Lane, (1999)
- Hole Patrol, (2004)
- Raw, (2004)
- Captured, (2005)
- Hardware (2005)
- Little Brother's Big Secret, (2005)
- Set in Stone (2005)
- Wrong Side of the Tracks: Part 1 & Part 2, (2005)
- Boot Boy, (2006)
- Delinquents, (2006)
- No Cover, (2006)

## Preise und Auszeichnungen (Auswahl)
- Grabby Awards, 2004 als Filmregisseur
- Grabby Awards, Wall of Fame 2008